# کویون‌پیناری (هاناک)
کویون‌پیناری (به ترکی استانبولی: Koyunpınarı، به ارمنی: Սոսխարա) یک منطقهٔ مسکونی در ترکیه است که در هاناک واقع شده‌است.